# Pat Bonner
Patrick Joseph "Pat" Bonner (født 24. maj 1960 i Donegal, Irland) er en tidligere irsk fodboldspiller, der tilbragte hele sin aktive karriere, fra 1978 til 1998, som målmand hos den skotske storklub Celtic F.C. Her nåede han at spille 485 kampe og blive skotsk mester fem gange.

## Landshold
Bonner spillede i årene mellem 1981 og 1996 80 kampe for Irlands landshold. Han repræsenterede sit land ved EM i 1988, VM i 1990 samt ved VM i 1994.